# Ligue internationale de basket-ball des Balkans
La Ligue internationale de basket-ball des Balkans (anglais : Balkan International Basketball League ou BIBL), également connue sous le nom de Balkan League est une ligue professionnelle de basket-ball fondée en 2008. Elle réunit des équipes professionnelles des Balkans, incluant des équipes de Bulgarie, Macédoine du Nord, Monténégro, Kosovo, Chypre et Israël.

## Historique
La ligue comprend trois équipes du championnat bulgare, deux équipes du championnat macédonien, deux du championnat roumain et trois du championnat serbe.
Lors de sa première saison, les équipes sont divisées en deux groupes de cinq. Les quatre premières équipes de chaque groupe sont qualifiées pour les playoffs, où le vainqueur du groupe A affronte le quatrième du groupe B, le deuxième rencontrant le troisième.

## Palmarès
| Saison    | Salle                                                          | Champion                                                       | Finaliste                                                      | Résultats                                                      |
| --------- | -------------------------------------------------------------- | -------------------------------------------------------------- | -------------------------------------------------------------- | -------------------------------------------------------------- |
| 2008-2009 | Arena Samokov                                                  | Rilski Sportist                                                | Feršped Rabotnički                                             | 84–77                                                          |
| 2009-2010 | Universiada Hall                                               | Levski Sofia                                                   | Lovćen                                                         | 77–65                                                          |
| 2009-2010 | Jasmin Sports Hall                                             | KK Feni Industries                                             | Rilski Sportist                                                | 88–75                                                          |
| 2011-2012 | Gan Ner Sports Hall                                            | Hapoël Galil Elyon                                             | Levski Sofia                                                   | 89–84                                                          |
| 2012-2013 | Arena Samokov                                                  | Hapoël Galil Elyon                                             | Levski Sofia                                                   | 87–79                                                          |
| 2013-2014 | Arena Samokov                                                  | Levski Sofia                                                   | Hapoël Galil Elyon                                             | 75–69                                                          |
| 2014-2015 | Arena Samokov                                                  | Sigal Prishtina                                                | Rilski Sportist                                                | 74–72 80-71                                                    |
| 2015-2016 | Pallati i Rinisë dhe Sporteve Sportska dvorana Topolica        | Sigal Prishtina                                                | Mornar                                                         | 82−68 68−75                                                    |
| 2016-2017 | Obshtinska zala Sports Hall Kumanovo                           | Beroe                                                          | Kumanovo                                                       | 84−55 77−73                                                    |
| 2017-2018 | Arena Samokov                                                  | Levski Sofia                                                   | Bashkimi                                                       | 83−72                                                          |
| 2018-2019 | Feti Borova Sport Hall                                         | KK Blokotehna                                                  | BC Teuta Durrës                                                | 82−68                                                          |
| 2019-2020 | Édition annulée en raison de la crise sanitaire de la Covid-19 | Édition annulée en raison de la crise sanitaire de la Covid-19 | Édition annulée en raison de la crise sanitaire de la Covid-19 | Édition annulée en raison de la crise sanitaire de la Covid-19 |
| 2020-2021 | Holon Toto Hall                                                | Hapoël Holon                                                   | Academic Plovdiv                                               | 91−75                                                          |
| 2021-2022 | Ein Sara Sport Hall                                            | Hapoël Galil Elyon                                             | Maccabi Haïfa                                                  | 86-70                                                          |
| 2022-2023 | Obshtinska zala Ivan Vazov                                     | Hapoel Be'er Sheva                                             | KB Peja                                                        | 99-95                                                          |
| 2023-2024 | Nicos Solomonides Arena                                        | KB Pristina                                                    | AEL Limassol                                                   | 72-67                                                          |
| 2024-2025 | Édition annulée en raison de la guerre en Israël               | Édition annulée en raison de la guerre en Israël               | Édition annulée en raison de la guerre en Israël               | Édition annulée en raison de la guerre en Israël               |